# Équipe d'Équateur de rugby à XV
L'équipe d'Équateur de rugby à XV rassemble les meilleurs joueurs de rugby à XV d'Équateur. Elle est membre de Sudamérica Rugby, mais pas de World Rugby, et joue actuellement dans la Division B du Championnat d'Amérique du Sud.